# Кэмпбелл, Коул
Уи́льям Ко́ул Кэ́мпбелл (англ. William Cole Campbell; родился 20 февраля 2006, Филадельфия) — американский футболист, вингер немецкого клуба «Боруссия Дортмунд».

## Клубная карьера
Футбольную карьеру начал в юношеской академии клуба «Атланта Юнайтед». В январе 2020 года переехал в Исландию, где выступал за молодёжную команду клуба «Хабнарфьордюра». 15 августа 2021 года дебютировал в основном составе клуба в матче чемпионата Исландии против «Лейкнира», выйдя на замену на 84-й минуте.
В мае 2022 года стало известно, что Кэмпбелл присоединится к академии немецкого клуба «Боруссия Дортмунд». После этого он подписал краткосрочный контракт с исландским клубом «Брейдаблик», сыграв за него 1 матч в июне 2022 года. В июле 2022 года присоединился к академии дортмундской «Боруссии». 26 октября 2024 года дебютировал в основном составе дортмундского клуба в матче Бундеслиги против «Аугсбурга».

## Карьера в сборной
В 2021 году дебютировал за сборную Исландии до 17 лет.
24 марта 2024 года дебютировал за сборную США до 20 лет в матче против сборной Англии до 19 лет.

## Личная жизнь
Родился в США в семье фармацевта Лэнса Кэмпбелла и исландской футболистки Ракель Карвельссон.